# Spotsylvania megye
Spotsylvania megye az Amerikai Egyesült Államokban, azon belül Virginia államban található. Megyeszékhelye és legnagyobb városa Spotsylvania Court House. Lakosainak száma 140 032 fő (2020. április 1.). Spotsylvania megye Orange, Culpeper, Stafford, Caroline, Hanover, Louisa és Fredericksburg megyékkel határos.

## Népesség
A megye népességének változása:
| Lakosok száma | 122 891 | 124 544 | 125 772 | 127 348 | 130 475 | 140 032 |
|               | 2010    | 2011    | 2012    | 2013    | 2015    | 2020    |